# Трауматска повреда мозга
Трауматска повреда мозга (акроним ТПМ) промена је у функцији мозга или друга евидентна патологије мозга изазвана спољашњом силом (механичком повредом).
Такође се ТПМ може дефинисати као директна повреда кранијалних, енцефалничних или менингеалних структура која се јавља као последица дејства спољашњег механичког агенса који може проузроковати функционално погоршање унутрашњег садржаја лобање.
Тренутно је медицинско лечење ТПИ фокусирано је на минимизирање секундарних оштећења, оптимизацију церебралне перфузије, оксигенацију и спречавањем или лечење неуролошког морбидитета. Пацијент са ТПМ има добру прогнозу само ако се користе правовремен терапијске мере засноване на научним доказима.

## Опште информације
У вези са дефинисањем трауматске повреде мозга, након скоро пола века расправа, дошло је до развоја консензуса у неуротауматолшкој заједници, у погледу механизма повреде, процеса болести, патологије и клиничког исхода ове болести. Тачније номенклатура се мењала од назива повреда главе до прецизнијег термина трауматска повреда мозга, који се дефинише као промена у функцији мозга или друга евидентна патологије мозга изазвана спољашњом силом (механичком повредом).
Измене у функцији мозга код трауматске повреда мозга могу се довести у везу са:
- периодом у којем се јавио губитак или смањење нивоа свесности,
- губитком памћења за догађаје непосредно пре (ретроградне амнезије  ) или након повреде (посттрауматска амнезија),
- неуролошким дефицитом (слабост, губитак равнотеже, диспраксија пареза или парализа, сензорни губитак, афазија (губитак говора), и др.),
- сваком променом у менталном стању у тренутку повреде (конфузија, дезоријентација, успорено размишљање, и др.). Када је у позадини неки од ТПМ фактора, треба имати у виду да они могу бити одговоран за промене менталног стања. То могу бити следећи фактори повреде: бол, посттрауматски шок, лекови, алкохолно тровање, стања по злостављању и/или рекреативна употреба дрога).

У трауматске повреде мозга убрајају се и јатрогене последице које настају након неурохирушких интервенција, које се сврставају у трауме можданог ткива након којих остаје ожиљак.
Узрок повреде се може довести и у везу са посттрауматским епилепсијама које се односе на поремећај за који се верује да је изазван механичком повредом мозга. Оваква повреда може бити последица неког акцидента или као последица по операцији на мозгу. Оштећења која се јављају зависе од величине и локације повреде мозга и могу бити у распону од умерених до озбиљних. Могућа физичка оштећења доводе до смањене функционалности и карактеришу се неадекватном координацијом, појавом спастицитета, парализом, поремећајем говора, али и сензорне дисфункционалности (проблеми са видом и слухом), и др. 
Когнитивна оштећења карактеришу се смањењем пажње и концентрације, проблемима у комуникацији (читање и писање), губитком памћења, и сл., а такође се могу јавити и социјални и емоционални проблеми.

## Епидемиологија

### Морбидитет
Сваке године на глобалном нивоу више од милион и по људи доживи трауматску повреду мозга. Међу њима 800.000 захтева хитну медицинску помоћ и негу, а 270.000 је болнички лечено. Такође је водећи узрок оштећења мозга код деце и младих. У Европи је одговоран више година уназад за настанак инвалидности него за било који други узрок.
Студија Светске здравствене организације проценила је да је између 70 и 90% повреда главе које су на лечењу лакше, а америчка студија је утврдила да умерене и тешке повреде чине по 10% ТПМ, док су остале лакше. Годишњу инциденцију лакшег облика ТПИ је тешко одредити, али се претпоставља да се она креће од 100 до 600 на 100.000 становника.
Инциденција ТПМ глобално расте, углавном због повећања употребе моторних возила у земљама са ниским и средњим приходима. У земљама у развоју употреба аутомобила повећала се брже него што се могла увести сигурносна инфраструктура. Супротно томе, закони о безбедности возила смањили су стопе ТПМ у земљама са високим приходима, тако да су ове земље забележиле пад ТПМ у саобраћају од 1970-тих.
Сваке године у Сједињеним Државама око два милиона људи пати од ТПМ. Док се на одељењима хитне помоћи прими приближно 675.000 повређених са ТПМ. Од тог броја око 500.000 је хоспитализовано.
Годишња инциденција ТПМ, у појединим земљама и регионима света процењује се на:
- 180–250 на 100.000 становника у САД,[22][23][24]
- 281 на 100.000 становника у Француској,
- 361 на 100.000 становника у Јужној Африци,
- 322 на 100.000 становника у Аустралији,[25] и Новом Зеланду,[26]
- 430 на 100.000 становника у Енглеској.[27][28]
- 235 на 100.000 становника у Европској унији.[17]

### Морталитет
Сваке године тешке трауматичне повреде мозга резултују и са 52.000 смртних случајева (половина смртних случајева насталих након трауме) и 80.000 случајева трајних и озбиљних неуролошких оштећења, које доводе до инвалидитета и губитка радне способности. Према томе ТБИ је водећи узрок смрти и инвалидности широм света и представља главни светски социјални, економски и здравствени проблем. 
У САД се процењује да стопа смртности износити 21% до 30 дана након ТPM. Студија спроведан са војницима у Ираку открила је да је тешки облик ТПМ пратила смртност од 30-50%.
У 21. веку смртност је опала због побољшаних третмана и система за управљање траумом у друштвима која су довољно богата да пружају савремене хитне и неурохируршке услуге. Па је тако део оних са ТПМ који умиру након хоспитализације опао је са скоро 50% 1970-их на отприлике 25% почетком 21. века. Овај пад смртности довео је до пропорционалног повећања броја особа са инвалидитетом као последица ТПМ.
Биолошки, клинички и демографски фактори доприносе вероватноћи да ће повреда бити фатална. Поред тога, исход у великој мери зависи од узрока повреде главе. У САД пацијенти са ТПМ повезаним са падом имају стопу преживљавања од 89%, док само 9% пацијената са ТБИ повезаним са ватреним оружјем преживи. У САД је ватрено оружје најчешћи узрок фаталног ТПМ, затим несрећа у возилима, а затим пад са всине. Од смртних случајева из ватреног оружја, 75% су последица самоубистава.

### Старост, пол и други фактори
Инциденција ТПИ варира у зависности од старости, пола, региона и других фактора. Налази инциденције и преваленције у епидемиолошким студијама варирају на основу фактора као што су степени озбиљности, да ли су урачунати смртни случајеви, да ли је студија ограничена на хоспитализоване људе и локација студије.

## Класификација
Трауматска повреда мозга се дефинише као оштећење мозга услед спољне механичке силе, дејством силе убрзања или успоравања, удара, експлозивних таласа или продора пројектила. Функција мозга је привремено или трајно оштећена, а структурна оштећења се могу или не могу открити тренутном технологијом.
ТПМ је једна од два облика стечених повреда мозга (оштећења мозга која се јављају након рођења); друга група је не-трауматична повреда мозга, која не укључује спољну механичку силу (примери укључују мождани удар и инфекцију). 
Све трауматске повреде мозга су повреде можданих структура, али се последњи израз може односити и на повреде других делова главе. Међутим, изрази повреда главе и повреда мозга често се користе наизменично. Слично томе, повреде мозга спадају у класификацију повреда централног нервног система и неуротрауме. У истраживачкој литератури о неуропсихологији, генерално се термин „трауматска повреда мозга“ користи за непродорне трауматске повреде мозга.
ТПМ се обично класификује на основу тежине, анатомских карактеристика повреде и механизма (узрочне силе).

### Класификација ТПМ према механизму настанка
Према механизму настанка ТПМ се деле на:
- затворене (непродорне или тупе) код којих мозак није у комуникацији са спољашњом средином.[49]
- продорне повреде главеили отворена, повреда главе, које се дешавају када предмет пробије лобању и дуру матер, најудаљенију опну која окружује мозак. [17]

### Класификација ТПМ према тежини
Повреде мозга могу се према тежини озледе могу класификовати на:
- лаке,
- средње тешке,
- тешке.[55]

Глазговска скала коме, је најчешће коришћени систем за класификацију тежине ТПМ, на основу образаца за нумеричку процену тежине поремећаја свести. Она је заснован на прецизним клиничким критеријумима (процени способности отварања очију, моторичким функцијам и вербалном одговору), на основу којих се добија збир од 3 до 15 поена. Слични системи постоје и за малу децу.
| Тежина       | Глазговска скала коме | Посттрауматска амнезија | Губитак свести        |
| ------------ | --------------------- | ----------------------- | --------------------- |
| Блага        | 13 до 15              | < 1 дана                | 0 до 30 минута        |
| Средње тешка | 9 до 12               | > 1 до < 7 дана         | > 30 мин до < 24 часа |
| Тешка        | 3 до 8                | > 7 дана                | > 24 сати             |

На глобалном нивоу је прихваћено да се ТПМ према збиру поена на Глазговској скали коме, касификује:
- од 13 или више поена, као лаки облик ТПМ,
- 9 до 12 поена, као умерено тежак облик ТПМ,
- 8 или ниже поена, као тежак облик ТПМ.[57][58][59]

Међутим, систем оцењивања Глазговском скалом коме има ограничену способност предвиђања исхода. Због тога се и други класификациони системи попут оног приказаног у табели користе за одређивање тежине. Тренутни модел који су развили Министарство одбране и Министарство за борачка питања користи сва три критеријума:
- Глазговску скалу коме након реанимације,
- трајања посттрауматске амнезије,
- губитка свести.[61]

Такође је предложено да се као метод класификације користе промене које су видљиве на неуроимиџингу, попут отока, фокалних лезија или дифузних повреда.
Постоје и скале за класификацију тежине лакшег облика ТПМ, које се обично назива потресом мозга; она користе трајање губитка свести, трајање амнезије и друге симптоме потреса мозга.

## Клиничка слика
Знаци и симптоми у клиничкој слици ТПМ зависе од врсте трауме (дифузне или фокалне) и дела мозга који је погођен.  Па тако нпр. несвестица обично траје дуже код пацијената са повредама на левој страни мозга него код особа са повредама на десној страни. Симптоми такође зависе од тежине повреде. 

### Лакши облик ТПМ
Код лакшег облика ТПМ, пацијент може остати при свести или може изгубити свест на неколико секунди или минута. Остали симптоми код лакшег облика ТПМ укључују:
- главобољу, повраћање, мучнину,
- недостатак моторичке координације, вртоглавицу, отежано одржавање равнотеже,
- замагљен вид или замарање очи,
- зујање у ушима,
- лош укус у устима,
- умор или летаргију,
- промене у обрасцима спавања.
- Когнитивни и емоционални симптоми укључују промене у понашању или расположењу, конфузију и проблеме са памћењем, концентрацијом, пажњом или размишљањем.[66] Благи симптоми ТБИ могу бити присутни и код умерених и тешких повреда.[67]
- Хипотензија.[68]

## Средње тежак и тежак облик ТПМ
Пацијент са средње тешком или тешком клиничком сликом ТПМ може имати:
- главобоља која не пролази,[70]
- понављајуће повраћање или мучнину,
- конвулзије,
- немогућност буђења,
- ширење једне или обе зенице,
- нејасан говор, афазија (потешкоће у проналажењу речи), дизартрија ( слабост мишића која узрокује поремећај говора),
- слабост или утрнулост удова, губитак координације,
- збуњеност, немир или узнемиреност.
- промене у одговарајућем социјалном понашању, дефицити у социјалном расуђивању и когнитивне промене, посебно проблеми са непрекидном пажњом, брзином обраде и извршним функционисањем.[71][72][73] Когнитивни и социјални дефицити имају дугорочне последице на свакодневни живот људи са умереним до тешким ТБИ, али се могу побољшати одговарајућом рехабилитацијом [74]
- пораст интракранијалног притиска, који може бити смртоностан.[75][76] Знаци повећаног интракранијалног притиска укључују опадање нивоа свести, парализу или слабост на једној страни тела и широку зеницу, која не реагује на светлост.[77][78] Кушингова тријада, спори пулс са високим крвним притиском и респираторном депресијом класична је манифестација значајно повишеног интракранијалног притиска. Анизокорија или неједнака величина зенице, још је један знакова тешке ТПИ.[79] Појава абнормалног држања тела, карактеристично позиционирање удова изазвано тешком дифузном повредом или високим интракранијалним притиском злослутни је знак.

Мала деца са средње тешком и тешком ТПМ могу имати неке од наведених симптома, али због потешкоћа у комуникацији, неки симптоми остају неоткривени. Остали знаци примећени код мале деце укључују упорно плакање, не могу се смирити, безвољност, одбијање дојења или исхране и раздражљивост.

## Превенција
У циљу спречавања настанка трауматске повреде мозга, треба предузети све могуће мере превенције:
- Стварање сигурног окружења за децу и старије одрасле особе,
- Едукација адолесцената о безбедности у настави, саобраћају, спорту...
- пажљиво и стабилно држање бебе (без наглих трзаја),
- употреба сигурносних појасева, кацига у саобрачају,
- сигурно складиштење ватреног оружја и муниције,
- образовање о алкохолу,
- постављање рукохвата и употреба противклизних простирки
- постављање ограда за малу децу тако да не могу да дођу до степеница.

## Дијагноза
Сумња на ТПМ захтева дијагностику на основу околности лезије и клиничких доказа, а највише на неуролошком прегледу (на пример, провери да ли се зенице нормално сужавају као одговор на светлост и унос резултата за Глазгов кома скали).
Неуроимиџинг помаже у одређивању дијагнозе и прогнозе и одлучивању о лечењу. ДСМ-5 се може користити за дијагнозу ТБИ и његових психијатријских последица.
ЦТ мозга
Пожељни радиолошки тест у хитним случајевима је компјутеризована томографија (ЦТ): она је брза, тачна и широко доступна. ЦТ скенирање може се извршити и касније како би се утврдило да ли је повреда напредовала.
МРТ мозга
Снимање магнетном резонанцом (МРИ) може показати више детаља од ЦТ-а и може додати информације о очекиваном исходу на дужи рок. Кориснији је од ЦТ-а за дугорочно откривање карактеристика повреда попут дифузне аксонске повреде.
Међутим, МРИ се не користи у хитним случајевима из разлога који укључују:
- његову релативну неефикасност у откривању крварења и прелома,
- дуготрајно снимање,
- неприступачност пацијента апарату и његову некомпатибилност са металним предметима који се користе у хитној нези.[82]

Остале методе
За потврђивање одређене дијагнозе могу се користити и друге технике. Рендген се и даље користи за трауму главе, али докази указују да нису корисни; повреде главе су или толико благе да им није потребно снимање или довољно озбиљне да заслужују тачнију дијагносзу применом ЦТ.
Ангиографија се може користити за откривање патологије крвних судова када су у питању фактори ризика попут продорне трауме главе. Функционално снимање може измерити мождани проток крви или метаболизам, закључујући неуронску активност у одређеним регионима и потенцијално помажући у предвиђању исхода.
Такође се могу користити електроенцефалографија и транскранијални доплер. До сада је најосетљивија физичка мера квантитативни ЕЕГ који је документовао 80% до 100% способности разликовања између нормалних и трауматичних особа оштећених мозгом.
Неуропсихолошка процена може се извршити за процену дугорочних когнитивних последица и као помоћ у планирању рехабилитације. Инструменти се крећу од кратких мера општег менталног функционисања до комплетних батерија формираних од различитих тестова специфичних за домен.

## Терапија
Ниједан лек није одобрен да заустави напредовање ТПМ од почетне повреде до секундарне повреде. Разноликост патолошких догађаја пружа могућности за проналажење третмана који ометају процесе оштећења.
Методе неуропротекције за смањење секундарне повреде биле су предмет интереса након ТПМ-а. Међутим, покушаји испитивања средстава која би могла зауставити ове ћелијске механизме наишли су углавном на неуспех.
Даља истраживања су неопходна да би се утврдило да ли се вазоконстрикторни индометацин (индометацин) може користити за лечење повишеног притиска у лобањи након ТБИ.
Поред тога, лекови попут антагониста НМДА рецептора за заустављање неурохемијских каскада попут ексцитотоксичности показали су обећања у испитивањима на животињама, али нису успели у клиничким испитивањима. Ови поремећаји могу бити последица бројних фактора, укључујући грешке у дизајну испитивања или недостатку једног агенса да спречи низ процеса повреда који су укључени у секундарну повреду.
Остале теме истраживања укључивале су истраживања манитола, дексаметазона, прогестерона, ксенона, барбитурата, магнезијума (нема јаких доказа), блокатора калцијумових канала,] ППАР-γ агонисти, куркуминоиди, етанол, НМДА антагонисти, кофеин, метилфенидат. флуоксетин. нимодипин, фенитоин,

## Прогноза
Прогноза ТПМ се погоршава са тежином повреде. Иако је већина ТПМ лакша и не узрокује трајни или дуготрајни инвалидитет; међутим, сви остали нивои озбиљности ТПМ имају потенцијал да изазову значајну, дуготрајну инвалидност.
Сматра се да се трајни инвалидност јавља код:
- 10% лаких повреда - јер се особе са овим повредама најчешће лече у периоду од три недеље, и могу самостално да живе и врате се на посао који су имали пре повреде, изузев малог дела који има блага когнитивна и социјална оштећења.[130]
- 66% средње тешких повреда - и таквим особама потребна је помоћ у областима као што су физичке способности, запослење и финансијско управљање
- 100% тешких повреда - резултује или смртним исходом, или тешким инвалидитетом и немогућношћу самосталног живота.

Прогноза се разликује у зависности од тежине и локације лезије и приступа непосредном, специјализованом акутном лечењу, па тако:
- субарахноидно крварење приближно удвостручује смртност.[131]
- субдурални хематом повезан је са лошијим исходом и повећаним морталитетом,
- док епидуралним хематомом има добар исход ако брзо оперишу.[132][133][134]
- Дифузна аксонска повреда може бити повезана са комом и озбиљним и лошим исходом.[17]
- На прогнозу утиче након акутне фазе, снажна укљученост пацијента у активности које поспешују опоравак, што за већину пацијената захтева приступ специјализованој, интензивној служби за рехабилитацију.[135] Мера функционалне независности је начин за праћење напретка и степена независности током рехабилитације.[136]

У медицинске компликације повезане са лошом прогнозом, спадају:
- хипотензија (низак крвни притисак),
- хипоксија (ниско засићење крви кисеоником),[138]
- нижи церебрални перфузијски притисак,
- дуже трајање високог интракранијалног притиска.[17]

Личне особине пацијента такође утичу на прогнозу. Примери фактора за које се сматра да погоршавају прогнозу укључују: 
- злоупотребу супстанци — нпр. недозвољених дрога и алкохола,
- старост — нпр. старији од шездесет или млађи од две године (код млађа деце повреде може бити повезана са споријим опоравком неких способности).[139]
- остали чиниоци — нпр. интелектуалне способносте пре повреде, стратегије суочавања, особине личности, породично окружење, системе социјалне подршке и финансијске прилике.[140]
- пад задовољства животом — се смањује код особа са ТПМ непосредно након трауме. Међутим докази су показали да животне улоге, старост и симптоми депресије утичу на кретање животног задовољства како време пролази.[141]
- пад физичке кондиције — што може резултовати потешкоћама у свакодневним активностима и повећаним нивоом замора.[142][143] циклоспорин[144]